# 아침 & 뉴스
아침 & 뉴스 류수민입니다는 MBC 표준FM(전국, 수도권 기준 FM 95.9㎒)에서 방송되는 라디오 시사 프로그램이다. 단, 이 프로그램은 모두 전국방송이다.

## DJ
- 류수민 아나운서 (여)

## 역대 방송시간
| 방송 채널  | 방송 기간                         | 방송 시간                       |
| ---------- | --------------------------------- | ------------------------------- |
| MBC 표준FM | 2018년 10월 8일 ~ 2019년 9월 29일 | 매일 아침 6:15 ~ 아침 7:00      |
| MBC 표준FM | 2019년 9월 30일 ~ 2020년 5월 9일  | 월~토요일 아침 6:15 ~ 아침 7:00 |
| MBC 표준FM | 2020년 5월 11일 ~ 2020년 5월 22일 | 평일 아침 6:15 ~ 아침 7:00      |
| MBC 표준FM | 2020년 5월 25일 ~ 현재            | 평일 아침 6:30 ~ 아침 7:00      |

## 역대 진행자
- 2018년 10월 8일 ~ 2019년 9월 29일 : 김성경
- 2019년 9월 30일 ~ 현재 : 류수민

## 매일 코너
- 이유 있는 뉴스 - with. 곽우신 기자 (오마이뉴스)

## 요일 코너
월,수-아침& 월드뉴스-with. 송현서 기자(서울신문)
화,목-아침& 경제뉴스-with. 이인철 소장(참조은경제연구소)
금-금요일&스포츠-with. 이유미 스포츠 작가/금요일&문화이슈-with. 박동미 기자(문화일보)

## 같이 보기
- 추적 60분
- 시사멘터리 추적 - 종영
- 9층 시사국
- 시사기획 창
- 시사매거진 2580 - 종영
- 탐사기획 스트레이트
- 스페셜 탐사 스포트라이트
- 진실을 검색하다, 써치 - 종영
- 스토리 추적 M
- 탐사보도 세븐
- 나는 SOLO
- 세계는 그리고 우리는, 주말 와이드 성경섭입니다, 좋은 주말 (MBC 표준FM)